# ロスコ・チャペル (フェルドマン)
『ロスコ・チャペル』(Rothko Chapel)は、
モートン・フェルドマン作曲による混声合唱、打楽器、チェレスタとヴィオラのための作品。1971年作曲。
ジョン・メニル(John Menil)とドミニク・デ・メニル(Dominique de Menil)に依頼されて
1972年のロスコ・チャペル完成式で演奏されるために作曲された。合唱はヴォカリーズで歌われるため歌詞はない。

## 曲の構成
フェルドマン自身は、曲を4部に分けている。
「いくぶん長めの、感情に訴える導入部("a longish declamatory opening")」で曲は始まる。この部分だけで曲の約半分を占める。短いティンパニのトレモロの後、ヴィオラがチェレスタや打楽器の短い伴奏を伴いながら息の長い旋律を演奏する。所々、打楽器を伴った合唱のハミングでヴィオラの旋律は中断される。次第に合唱の役割が大きくなり、ヴィオラは旋律よりも単音の繰り返しが多くなる。ほとんど弱音で演奏されるが、時々合唱の大きなクレッシェンドが現れ、ヴィオラの旋律も強音で演奏される部分がある。
その後、ゆっくりとした3度音程の行進曲風リズムをティンパニが弱く刻む中、合唱のハミングとヴィオラの単音が交互に繰り返される。しだいにクレッシェンドしたあと、ヴィオラのやや長いソロになる。その後、短いソプラノ・ソロが入る。この動機は第3部で再び現れる。再び、行進曲風のティンパニと合唱が短く再現されたあと、チェレスタの和音が鳴り、ヴィオラのピッツィカート、
合唱、ティンパニのトレモロなどが交互に現れる。チャイムが弱く響き、ヴィオラのピッツィカートでこの部分を終える。
続いて「合唱とチャイムのための、より動きの少ない『抽象的な』セクション("a more stationary `abstract' section for chorus and chimes")」に入る。合唱の長い和音が続く中、チャイムが弱く間欠的に鳴らされる。時間的に短い部分だが、ひたすら合唱の和音とチャイムが続く。
次に「ソプラノ、ヴィオラとティンパニのための動機的な間奏曲("a motivic interlude for soprano, viola and timpani")」へ続く。ヴィオラのピッツィカートの短いソロの後、ソプラノ・ソロが長いが動機的な旋律を歌う。ヴィオラ、ティンパニ、ソプラノのソロがそれぞれ交互に現れる。いずれも短く動機的である。その後、ヴィオラやチェレスタ、打楽器の短い伴奏を伴って合唱のハミングが演奏されてこの部分を終える。
最後に「ヴィブラフォンをともなったヴィオラのための叙情的な終結部、のちに合唱が入りコラージュの効果をあたえる("a lyric ending for viola with vibraphone accompaniment, later joined by the chorus in a collage effect")」部分に入る。ヴィブラフォンの単純な伴奏を伴ってヴィオラが今までとは異なる「半ヘブライ的("quasi-hebraic")」な旋律を演奏する。合唱のハミングをはさんで、もう一度冒頭から繰り返して静かに曲を終える。
フェルドマンによると、用いられている旋律にはそれぞれ由来がある。ソプラノの旋律は、ストラヴィンスキーの葬式がニューヨークで行われた日に書かれた。また、最後のほうに現れるヴィオラの旋律はフェルドマンが15歳の時に書いたものである。曲のいくつかの部分ではシナゴーグ内の響きを模して作られている。その他にも、使われている素材にはそれぞれ由来があるが、フェルドマン自身が忘れてしまったため起源はよくわからない。

## 編成
- 混声合唱(ソプラノ、アルト、テノール、バス)
- ティンパニ
- 大太鼓
- テナー・ドラム
- ウッドブロック
- テンプル・ブロック
- ヴィブラフォン
- チャイム
- ゴング
- チェレスタ
- ヴィオラ

## 演奏時間
約24分

## 初演
1972年4月。テキサス州ヒューストンにあるロスコ・チャペルで初演された。

## 楽譜
ウニヴェルザール出版社より出版されている。

## 録音
New AlbionレーベルよりCDがリリースされている(New Albion NA039CD)。演奏は、フィリップ・ブレット指揮、カルフォルニア大学バークレー校室内合唱団、デイヴィッド・アーベル(ヴィオラ)、ウィリアム・ワイナント(打楽器)、カレン・ローズナック(チェレスタ)。